# Psammoporus sabuleti
Psammoporus sabuleti is een keversoort uit de familie bladsprietkevers (Scarabaeidae). De wetenschappelijke naam van de soort is voor het eerst geldig gepubliceerd in 1797 door Panzer.